# James Ryan (rugby à XV, 1887)
Pour les articles homonymes, voir James Ryan et Ryan.

a Compétitions nationales et continentales officielles uniquement.

b Matchs officiels uniquement.
James Ryan (8 février 1887 - 17 juillet 1957) est un joueur néo-zélandais de rugby à XV. Il joue aux postes de demi d'ouverture, centre, ou d'arrière.

## Biographie
James Ryan représente les All Blacks quatre fois entre 1910 et 1914. Soldat du régiment d'infanterie d'Otago pendant la Première Guerre mondiale, il a été capitaine de l'équipe de l'armée néo-zélandaise en 1919, les menant au succès dans la King's Cup.